# Бабськ (Люблінське воєводство)
Бабськ (пол. Babsk) — село в Польщі, у гміні Уршулін Володавського повіту Люблінського воєводства.
Населення — 175 осіб (2011).
У 1975-1998 роках село належало до Холмського воєводства.

## Демографія
Демографічна структура станом на 31 березня 2011 року:
|          | Загалом | Допрацездатний вік | Працездатний вік | Постпрацездатний вік |
| -------- | ------- | ------------------ | ---------------- | -------------------- |
| Чоловіки | 91      | 25                 | 57               | 9                    |
| Жінки    | 84      | 21                 | 45               | 18                   |
| Разом    | 175     | 46                 | 102              | 27                   |